# Omar Colley
Omar Colley (Banjul, 24 de octubre de 1992) es un futbolista gambiano. Juega de defensa y su equipo es el Al-Diriyah Club de la Liga de Yello.

## Clubes
| Club                   | País           | Año       |
| ---------------------- | -------------- | --------- |
| Real de Banjul         | Gambia         | 2012-2013 |
| KuPS                   | Finlandia      | 2013-2015 |
| Djurgårdens IF         | Suecia         | 2015-2016 |
| K. R. C. Genk          | Bélgica        | 2016-2018 |
| U. C. Sampdoria        | Italia         | 2018-2023 |
| Beşiktaş J. K.         | Turquía        | 2023-2024 |
| PAOK de Salónica F. C. | Grecia         | 2024-2025 |
| Al-Diriyah Club        | Arabia Saudita | 2025-     |

## Palmarés

### Títulos nacionales
| Título               | Club           | País    | Año     |
| -------------------- | -------------- | ------- | ------- |
| Copa de Turquía      | Beşiktaş J. K. | Turquía | 2023-24 |
| Supercopa de Turquía | Beşiktaş J. K. | Turquía | 2024    |